# Palamède de Forbin
Pour les articles homonymes, voir Forbin.
Pour les autres membres de la famille, voir Maison de Forbin.
Palamède de Forbin  (Marseille, 1433–Aix-en-Provence, 12 février 1508), surnommé le Grand, est un gentilhomme provençal qui est grand-sénéchal, gouverneur et lieutenant-général de Provence, ainsi que gouverneur de Dauphiné. Il est seigneur de Solliès , du Luc, de Peyruis, de Porquerolles, de Puimichel, de Pierrefeu, baron des Croilasen Aragon, vicomte de Martigues.

## Biographie

### Famille
Il est membre de la Maison de Forbin. Son père Jean de Forbin, armateur né en 1387 à Marseille, consul de la ville en 1425, 1431, 1443, épouse en premières noces Marguerite Davin et en secondes noces (4 novembre 1415) Isoarde de Marini. Il meurt le 12 février 1453, ayant eu de sa seconde épouse : 
- Jacques, marié en 1452 avec Marthe Teinturier dont est issue la branche des Forbin Gardanne,
- Palamède,
- Pierre, marié le 16 février 1482 avec Marie de Simiane,
- Marguerite, mariée le 16 février 1482 avec Guirand de Simiane,
- Jean II, seigneur  de La Barben et d'Autan dont est issue la branche des Forbin la Barben éteinte avec le marquis Antoine de Forbin (1903-1986). Il épouse le 29 octobre 1447 Marthe Delli Pazzi.
- Douce, mariée avec Onuphre (alias Noffre) de Brignolles, seigneur de Gaubert (Alpes de Haute-Provence), marchand, natif de Hyères; postérité : Honnorat marié à Marguerite de Glandevès, Jean, marié à Marguerite de Castellane, René, chevalier de Rhodes, etc.
- Catherine, mariée le 27 avril 1456, 1 °Jean Pierre de Guiramand + avant 1462, seigneur de la Pene, Lagremuse, etc. docteur en droit, d'Aix en Provence (fils de Raimbaud Guiramand, jurisconsulte, marchand drapier (1460) d'origine barcelonaise. En 2° le 10 octobre 1463 à Avignon Louis de Merle, seigneur de Beauchamp fils de Dragonet Merle et de Marthe de la Salle.

### Carrière auprès de la maison d'Anjou

René d'Anjou chez Palamède de Forbin par Pierre-Henri Révoil

Vers 1450, Palamède de Forbin étudie le droit canon et le droit civil à Turin et obtient le titre de docteur. Il rentre en 1454 à Marseille et devient conseiller juridique de ses frères qui avaient repris le commerce de leur père et étaient devenu d’importants armateurs. Le 28 janvier 1455, il se marie à Aubagne avec Jeanne, fille de Charles Castillon de Beynes, baron d’Aubagne, conseiller du roi René, et de Madeleine de Quiqueran. Le roi René le nomme conseiller attaché au service de la personne de son fils et héritier, Jean de Calabre, gouverneur de Gênes (2 août 1458).
En 1459, Forbin est dépêché à Venise avec pour mission d’attiser l’opposition de la Sérénissime au duc de Milan qui pourrait s’opposer à la reconquête de Naples. La mission échoue, Venise déclarant vouloir garder une stricte neutralité. L'année suivante débute l’expédition contre Ferdinand Ier de Naples commandée par Jean de Calabre. La trahison du général Piccinino après la défaite de Troia (18 août 1462) met fin à toute espérance. Forbin est fait prisonnier au siège de L'Aquila. Il est retenu comme otage jusqu’en 1466.
À son retour, il est nommé vicaire du duc de Calabre puis, le 18 mai 1466, comme second président de la cour des Maîtres rationaux en remerciements de ses services. Le 1er janvier 1467, il est nommé visiteur des gabelles à sel du Rhône aux gages annuels de 400 livres. La même année, les Catalans révoltés contre leur nouveau roi Jean II d'Aragon demandent de l’aide à René d'Anjou. Palamède de Forbin accompagne jusqu’à Barcelone l’armée de 8 000 hommes commandée par Jean de Calabre et reçoit la baronnie  des Croilas en Aragon.
En 1468, il achète la seigneurie  de Solliers (actuellement Solliès dans le Var) pour 13 000 florins à Pierre de Beauveau et est anobli. Le 19 mars 1469, il vient à Aix prêter serment comme « Grand Président », avec 600 florins de gages annuels. Le 16 décembre 1470, Jean de Calabre meurt à Barcelone. En 1474, Forbin achète la seigneurie de l’île de Porquerolles pour 7 000 florins. En 1476, Louis XI le nomme conseiller et chambellan avec une pension de 6 000 livres, vraisemblablement après les conférences tenues à Lyon.

### Au service de Louis XI de France

La France en 1477.

Palamède de Forbin engageait désormais les services auprès de Louis XI, mais principalement en restant en Provence. Car, la succession de la Provence était toujours menacée. D'une part, en janvier 1478, Jean II d'Aragon proposa confidentiellement à René Ier de racheter la Provence. D'autre part, René de Lorraine tenta d'établir son droit en Provence, notamment en y séjournant en juillet 1479. Louis XI dut y envoyer Charles V d'Anjou, puis Palamède de Forbin. René II de Lorraine, réputé par sa victoire contre Charles le Téméraire, partit en 1480 au secours de Venise, de sorte que la république admette son droit en Provence. Toutefois, aussitôt roi René Ier mort le 10 juillet 1480, Charles V d'Anjou lui succéda en tant que dernier comte.
À la suite de la  menace des Turcs qui avaient mis le siège devant Rhodes et pillé Otrante, en envoyant le légat Giuliano della Rovere le 5 juin 1480, le pape Sixte IV lança un appel en faveur d’une nouvelle croisade, ce qui rend nécessaire la réconciliation des princes chrétiens. Louis XI nomma Forbin plénipotentiaire chargé de trouver la paix avec l’empereur Maximilien d’Autriche. Il négocia avec Jacques de Savoie, ancien lieutenant général de Bourgogne, deux à deux, selon l'intention de Louis XI. En effet, sa mission était si dangereuse que l'ambassadeur du roi pourrait être enlevé par Maximilien. Ces négociations aboutiront pourtant en 1482 au traité d'Arras, la France conservant le duché de Bourgogne et la Picardie.

« Monsr, vous congnoissez que vous estes trahy des ce que vous partites de Romme, et que, des l'eure Sebenique a forge contre vous pour non perdre sa legation, et s'est alye de Tournay a ce faire. .........Escript au Plesseis du Parc, le XXVe jour d'octobre [1480], a cinq heures apres midi. [LOYS]. DE DOYAT. [Au cardinal Giuliano della Rovere].
Monsr du Bouchaige, et vous, Monsr du Solier, je vous envoye le double de ce que j'escriptz a Monsr le legat et a Monsr de Saint Pol, et le double du saufconduyt qu'ilz demandoient. Il n'y a autre chose de nouveau. Et a Dieu. Escript au Plessis du Parc, le XXVe jour d'octobre, a cinq heures apres midi. LOYS. DE DOYAT. A noz amez et feaulx conseillers et chambellans les sires du Bochaige et du Solier. »

« Messrs, j'ay receu voz lettres ; vostre allee a Theroanne seroit dangereuse, car il faudroit que la garnison se delogast pour vous logiez. .........Item, s'il en vint ung des deux devers vous, vous, Monsr de Soullies, yrez devers eulx et congnoystrez si riens de bien ilz pourront faire. ......... ; j'ay mis paix, car ilz disoint qu'ilz ne voulloint point de treve, et, si la vueullent nommez paix pour ung long temps, se seroit tout ung. .........Escript au Plesseys du Parc, le VIIIe jour de novembre. LOYS. GILBERT. A Messrs les ambassadeurs. »

« ......... Il me semble que vous devez tacher qu'il en viengne ung ou deux tant seulement parler a entre vous, et au retour avoir sceurte pour Monsr de Soliers, et qu'il y voise, car ilz ne lui demanderont riens. Et vous Monsr Soliers, y allez veoir sy vous nous pourrez gagner nulz amys, car ilz ne vous demanderont riens. Et a Dieu, Messrs. Escript aux Forges, le Xe jour de novembre. LOYS. DE DOYAT. A noz amez et feaulx conseillers et chambellans les sires de Baudricourt, du Bouchaige et Soliers. »

« Messrrs, quelque chose que vous aiez debatu, Monsr de Janto ne vous a james achepte chose que vous lui aiez offerte, et, ce qu'il a demande, quant vous lui avez acorde, il l'a laisse. .........Escript au Plesseys du Parc, le XIIIe jour de novembre. LOYS. GILBERT. [A] Messrs les ambassadeurs du Soliers [et] du Bouchage. »

« Monsr du Boschaige, je vous prie que vous trovez fasson que Monsr de Soliers aille de par dela ; car il me semble que c'est le chemain qui vault le mieulx pour noz besongnes, car il n'est pas homme a qui ilz fissent desplaisir ; et par avanture, a son voyage, il poura gaigner quelc'un qui nous fera quelque service en noz matieres. .........Escript aux Forges, le XXe jour de novembre. LOYS. DE DOYAT. A nostre ame et feal conseiller et chambellan le sire du Bouchaige. »

« .........je vous prie que essayez a avoir une longue treve pour autant que le Turc sera en Ytallie, et ung an apres, ainsi qeu le Pape a fait en Ytaillie, affin que je puisse servir Dieu et Nostre Dame contre le Turc. Escripvez moy, vous et Monsr de Bauldricourt et de Soliers, des choses secrettes. Et a Dieu, Monsr du Boschaige. Escript a Bonneadventure, le premier jour de decembre. LOYS. DE DOYAT. A nostre ame et feal conseiller et chambellan le sire du Boschaige. »

« .........Monsr de Soliers demourera a Aras. Escript a Lonay, le XIe jour de decembre, heure de midi. LOYS. DE DOYAT. A Monsr le conte du Boschaige. »

Touché par cette difficulté de la succession au Flamand, Louis XI chargea pareillement, le 9 octobre 1480, d'étudier la légitimité de la succession féminine, à Palamède de Forbin et à Imbert de Bartanay : 

« Monsr du Bouchaige et Monsr de Soulliers, je n'ay oublie a vous dire que c'est que la demande qui font, c'est qu'une fille puisse heriter en l'apanaige et a leur terre, et, comme ilz disent qui n'oseroient consentir de nous baillez Lisle, Douay et Orchie pour paur des Flamancs, nous avon beaucop plus a faire, ce nous consention que les filles heritassent, ......... Escript au Plesseys du Parc, le IXe jour d'octobre [1480]. LOYS. GILBERT. A noz amez et feaulx conseilliers et chambellans les sires du Bochaige et de Soliers. »

 
En raison de cette mission périlleuse, Louis XI cherchait ceux qu'il lui octroierait :

« .........Monsr de Soliers, l'arcevesque de Vienne n'est point mort encores, et pour ce mandes moy pour quel beneffice vous voulles que vous tiengne la main ; car la pluspart de ces beneffices sont annexes a l'archevesche, especillement Saint Pierre le Tryporte et Saint Cher. .........Escript au Plessis du Parc, le [...... octobre 1480]. LOYS. DE DOYAT. A noz amez et feaulx conseilliers et chambellans les sirez du Boschage et du Solliers. »

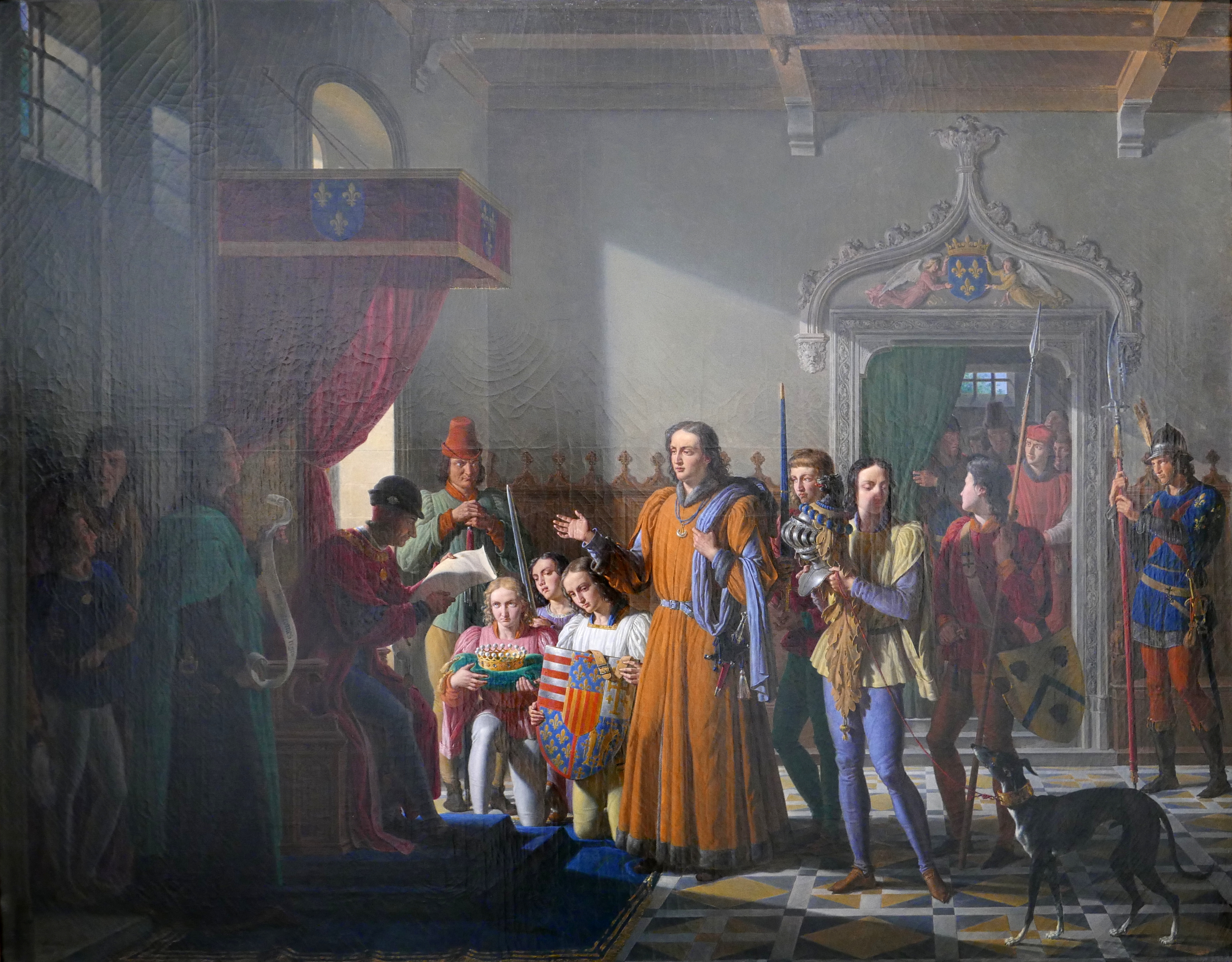
Pierre Révoil, Louis XI recevant l'acte de donation de la Provence à la France des mains de Palamède de Forbin, 1840 (Aix-en-Provence, musée Granet

Charles V d'Anjou mourut le 11 décembre 1481. Faute d'héritier masculin, la Provence revint définitivement au royaume de France. Par lettres patentes royales, le 19 décembre 1481, en récompense de ses services, Louis XI nomma Palamède de Forbin grand-sénéchal, gouverneur et lieutenant-général de Provence et de Forcalquier, et lui donna la vicomté de Martigues, confisquée à François de Luxembourg qui avait essayé de rattacher la Provence au duché de Lorraine. De plus, par autres lettres du même jour, il fut nommé gouverneur de Dauphiné en remplaçant le seigneur du Lude, décédé le 22 novembre 1481. Dorénavant, il gouvernait ces deux vastes régions équivalentes du duché de Bretagne. Dès ses premiers actes, Palamède de Forbain ne signe plus comme délégué mais avec son sceau : « Palamedes locum tenens ».
Le 15 janvier 1482, il établit le statut de l'union de la Provence au royaume de France devant les États qui sont réunis à Aix. Puis il entreprend le tour de la Provence et confirme partout les privilèges en répandant ses faveurs : gratifications, pensions, places, immunité fiscale, mais il gratifie surtout sa famille et ses proches. Lorsque Louis XI exécuta son testament politique le 21 septembre 1482, il était l'un des serviteurs du roi qui signèrent au château d'Amboise.
Toutefois, les plaintes affluent à la Cour. Louis XI décède le 30 août 1483 et Charles VIII lui succède. Le 20 octobre 1483, le nouveau roi prend la décision de destituer Palamède de Forbin, étant l'un des proches de feu Louis XI qui avaient fait les frais de l'avènement, à la suite de la mort de Louis XI. Fin 1488, Forbin est nommé commissaire chargé de réformer la justice en Languedoc.
Vers 1498, il abandonne la vie publique mais verra sa famille prospérer et s’allier avec les plus grands noms de  Provence. Le 15 mai 1500, dans sa maison d’Aix, est célébré le mariage de sa petite-fille, Marguerite de Glandevès-Faucon avec Jean le Bâtard d'Anjou, marquis de Pont-à-Mousson, seigneur de Saint-Rémy et de Saint-Cannat, fils du roi René.
Après avoir testé le 13 avril 1469 et le 7 janvier 1475, mais enfin Palamède de Forbin meurt le 12 février 1508 à Aix-en-Provence. Aucune épitaphe n'est déposée sur son tombeau en l’église des Observantins.

## Rôle dans l'annexion de la Provence

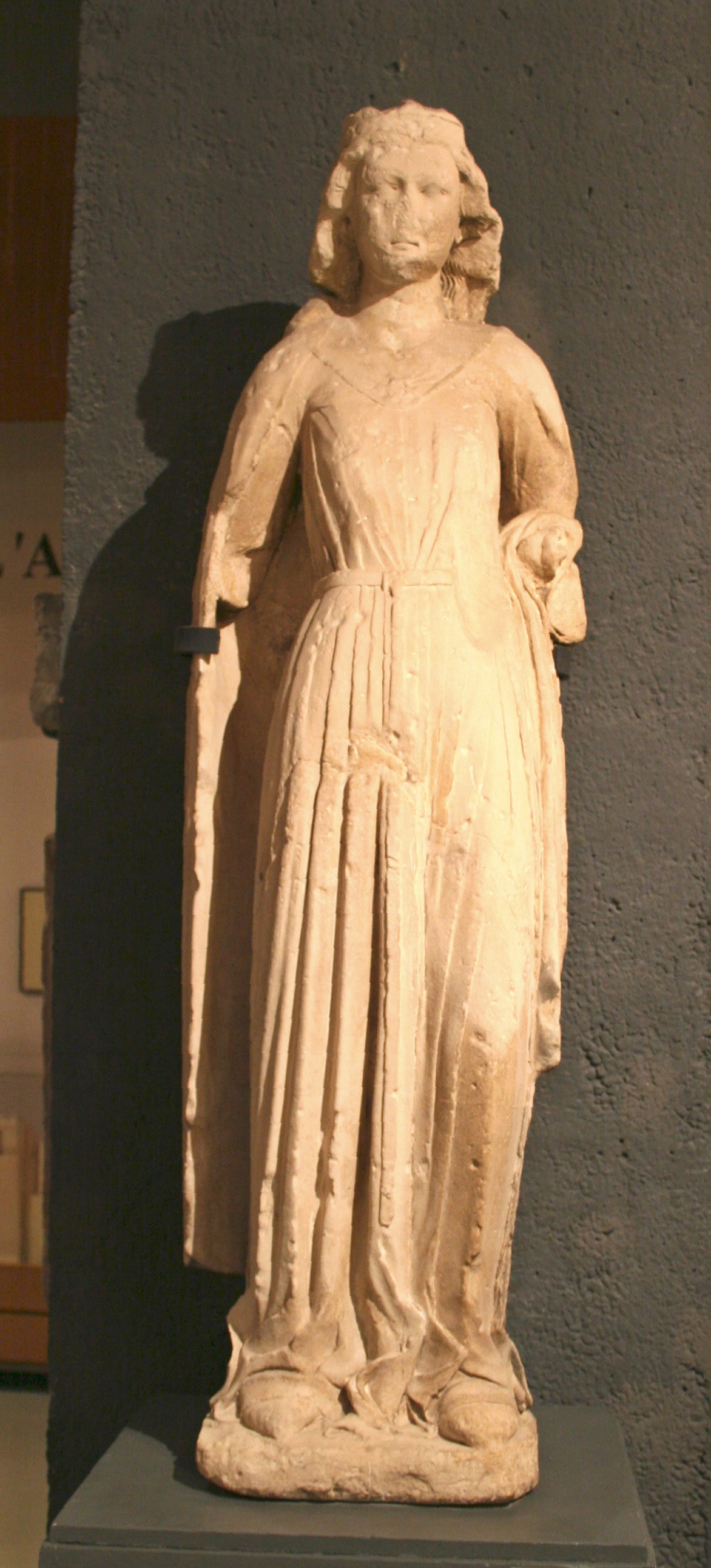
Béatrice de Provence.

Dans l'histoire de la Provence, le personnage de Palamède de Forbin était des plus importants car, en tant que conseiller et chambellan de la maison d'Anjou, il persuada de léguer son comté à Louis XI,.
Le roi de France et cette maison subissaient un gros conflit, après que René Ier d'Anjou avait rédigé son dernier testament excluant Louis XI, l'un de ses neveux, le 12 ou 22 juillet 1474,. En effet, ni le roi René ni Charles V d'Anjou n'avaient d'héritier mâle direct. À la suite d'un arrêt de procès au parlement de Paris le 6 avril 1476, des conférences entre deux furent tenues à Lyon du 4 mai au 9 juin. Selon leur conclusion, la Provence devait retourner à la couronne, après la mort de Charles.
À vrai dire, Palamède de Forbin avait trouvé une clause dans l'acte de mariage de Béatrice de Provence, héritière de Provence et de Forcalquier, et de Charles Ier de Sicile, frère de Saint Louis,. D'après cette clause, il fallait que la Provence revienne à la couronne de France en cas d'absence de postérité mâle : la loi salique disposait en effet que les apanages constitués par les rois de France se terminaient en cas d'absence d'héritier mâle direct. Ainsi, Louis XI avait déjà récupéré la Normandie en 1469 et la Guyenne en 1472. En 1481, Charles, le dernier comte de Provence et de Forcalquier, mourut.
Pour le royaume de France, la récupération des duchés de la maison d'Anjou paracheva tous les contrôles de la frontière méditerranéenne ainsi que celle de Bretagne.

## Enfants
- Louis, seigneur du Luc, épouse le 24 mars 1485 à Solliès Marguerite Grimaldi de Beuil.
- Foulques.
- Nicolas.
- Baptistine épouse Raymond de Glandevès, seigneur de Faucon, grand-sénéchal de Provence. Elle avait donné naissance à Marguerite, par cette union, qui épousa Jean d'Anjou, marquis du Pont[8].
- Honorade épouse le 4 juin 1488 Boniface de Castellane, seigneur de Saint-Julien, de Régusse et d'Esparron.
- Marguerite  épouse Nicolas de Villeneuve, baron de Vence, seigneur de Gréolières-Hautes, du Puget-Treize-Dames, de Courmes, de Saint-Jeannet et de La Gaude puis, en 1504, Jean Ier Grimaldi, seigneur de Levens et de Tourrette.